# Gebet des Nabonid
Das Gebet des Nabonid ist ein in aramäischer Sprache erhaltener legendarischer Bericht und schildert Strafleiden und Heilung des babylonischen Königs Nabonid. Die Genesung von der auferlegten Krankheit wird im Gebet des Nabonid auf die Anerkennung des Gottes der Juden als des höchsten und einzigen Gottes zurückgeführt. Der Text ist lediglich in Fragmenten einer einzigen Handschrift erhalten, die zusammen mit zahlreichen anderen Schriftrollen 1952 in Höhle 4 in der Nähe von Qumran am Toten Meer von Beduinen gefunden wurde. Sie ist heute im Besitz des Israel-Museums.

## Handschrift 4Q242

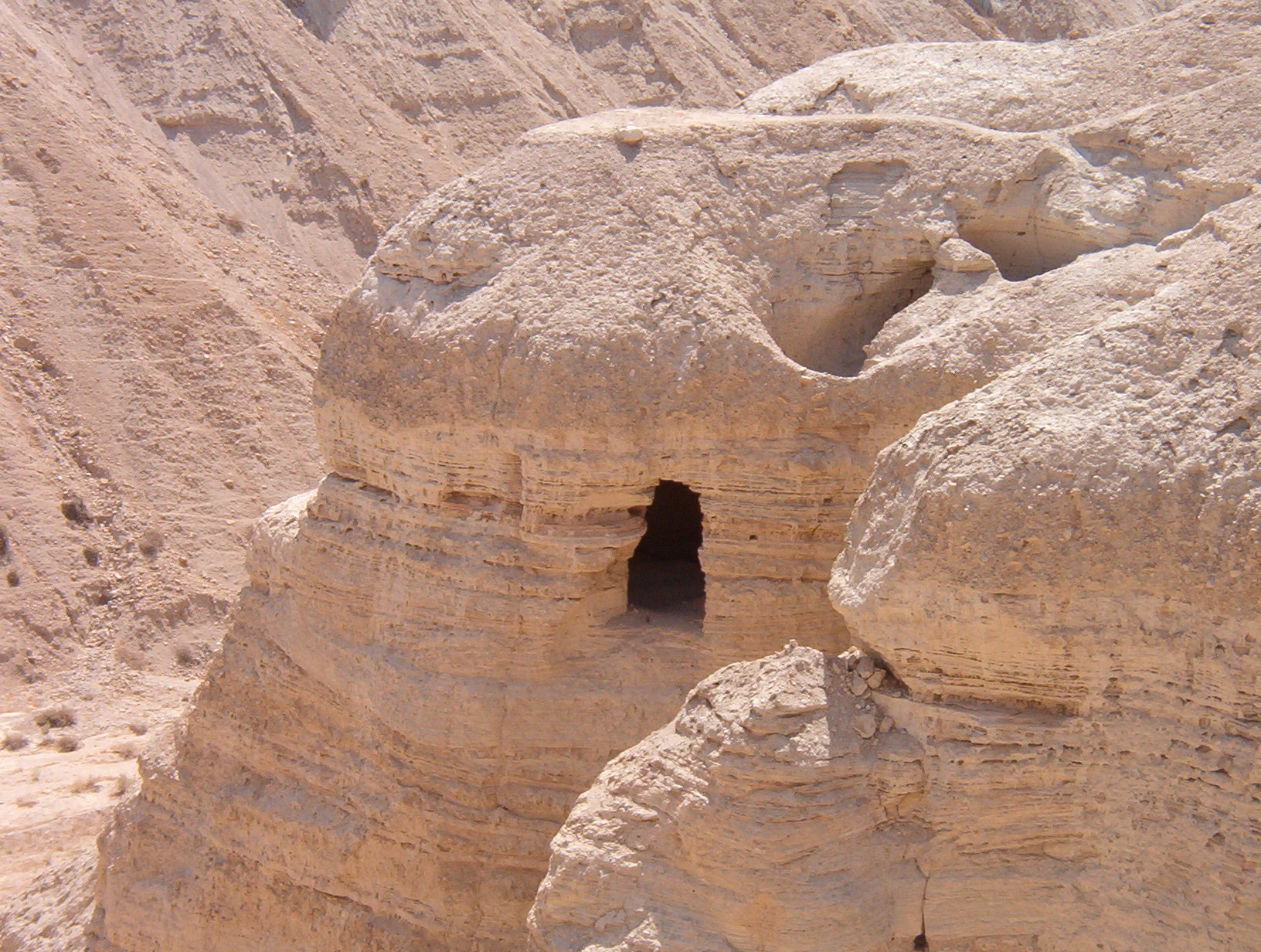
Höhle 4 in der Nähe der Ruinen von Qumran

Die einzig erhaltene Handschrift des Gebets des Nabonid trägt die Bezeichnung 4Q242 bzw. 4QPrNab: Dabei steht 4 für die Nummer der Höhle, in der das Manuskript gefunden wurde, 242 ist eine durchlaufende Nummer. Die erhaltenen Fragmente lassen sich vermutlich auf zwei Kolumnen verteilen: Die Fragmente 1 bis 3 bilden mit einigen Lücken eine Kolumne, während angenommen wird, dass Fragment 4 aufgrund seiner andersartigen Materialqualität ein Ausschnitt aus einer anderen Kolumne oder gar einer anderen Schriftrolle ist.
Fragment 1 hat eine Größe von ungefähr 8 × 8 cm und ist aus drei Teilen zusammengesetzt. Fragment 2 besteht bei einer Höhe von 4,5 cm und Breite von 1,5 cm aus zwei Teilen. Etwa 1,5 × 2,5 cm misst das dritte Fragment. Umstritten ist das Verhältnis von Fragment 1 zu den Fragmenten 2a.b und 3, die vermutlich zusammenhängend zu lesen sind. Während der Erstherausgeber Józef T. Milik und erneut Florentino García Martínez einige Buchstaben Abstand annahmen, versuchte Frank M. Cross einen direkten Anschluss der Fragmente herzustellen. Dem schloss sich J. Collins in der Ausgabe der Discoveries in the Judaean Desert an. Es ergibt sich damit eine ungefähre Zeilenlänge zwischen 115 und 125 mm, d. h. 39–43 Buchstaben. Erhalten sind Buchstabenreste auf neun Zeilen.
Der rechte Rand der Kolumne ist in Fragment 1 deutlich erhalten, möglicherweise auch der obere Rand. Fragment 4 ist von unregelmäßiger Form. Das stark verzerrte Leder erschwert die Lesungen und lässt nur noch Buchstabenreste von fünf Zeilen erkennen. A. Lange und M. Sieker stehen einer Verbindung zum Gebet des Nabonid aufgrund der von ihnen betonten Unterschiede in Material und Schrift im Vergleich zu den anderen Fragmenten sehr skeptisch gegenüber. Selbst die Zugehörigkeit zur gleichen Schriftrolle wird von ihnen bezweifelt.
Die Schrift wurde aufgrund paläographischer Vergleiche von J. Milik auf die Jahre zwischen 50 v. Chr. und 25 v. Chr. und damit in die Übergangszeit von hasmonäischer zu herodianischer Schreibweise datiert. Abweichend bestimmt F. M. Cross die Form als „jüdische Semikursive“ aus dem zweiten Viertel des 1. vorchristlichen Jahrhunderts.
Die Orthographie weist einige archaische Formen wie המון (rekonstruiert in Kolumne I, Zeile 8) und אנתה (Fragment 4, Zeile 4) auf. Es finden sich ein persisches Lehnwort (פתגם, „Dekret, Erlass“) sowie ein lexikalischer Hebraismus (שׁכן, „Geschwür, Entzündung“). Die Bewertung der sprachlichen Merkmale ist hinsichtlich einer zeitlichen Einordnung jedoch umstritten. A. Lange und M. Sieker plädieren für eine Abfassungszeit im späten 4. oder frühen 3. vorchristlichen Jahrhundert, während F. García Martínez das 5. Jahrhundert v. Chr. annimmt. J. Fitzmyer zählt dagegen das Gebet Nabonids zu den Texten des Mittelaramäischen (200 v. Chr. – 200 n. Chr.).

## Inhalt
Die erste Zeile von Fragment 1 enthält den Anfang des Werkes und auch seinen Titel: „Worte des Gebetes, die Nabunai [...] betete.“ Nach K. Beyer handelt es sich bei der Namensform „Nabunai“ um eine „Anrufs- und Zärtlichkeitsform“. Die Nennung von Tayma in Zeile 2 lässt es unzweifelhaft erscheinen, dass damit Nabonid als babylonischer König gemeint ist. Dieser hielt sich zehn Jahre in der Oase Tayma auf, die er zu seinem Regierungssitz ausbaute. Dieser Aufenthalt wird in den Chroniken des Nabonid, welche 1882 erstveröffentlicht wurden, und dem sogenannten Strophengedicht des Nabonaid berichtet. Im Jahr der Erstveröffentlichung des Gebetes des Nabonid wurde mit der Harran-Inschrift Nabonids eigene Darstellung der Ereignisse jener Jahre gefunden.
Im Gebet berichtet Nabonid, dass er sieben Jahre lang von einem Geschwür geplagt wurde. Schließlich erhört die Gottheit sein Gebet, vergibt ihm seine Sünde und heilt ihn. Daraufhin kommt ein Judäer zu Nabonid und fordert ihn auf, seine Heilung öffentlich kundzutun. Nabonid blickt zurück auf die sieben Jahre seiner Krankheit und beschreibt, wie er vergeblich zu anderen Gottheiten aus Metall und Holz betete.
Fragment 4 entzieht sich nahezu einer Deutung. Möglicherweise wird in den Zeilen 1 und 2 von der Heilung berichtet, Zeile 3 handelt von einem Besuch der Freunde Nabonids.

## Verhältnis zu anderen Überlieferungen
Im biblischen Buch Daniel findet sich c. 3,31–4,34 eine dem Gebet Nabonids ähnliche Erzählung über Nebukadnezar II. Auch hier wird ein babylonischer König erwähnt, der einer Krankheit verfällt. Die „sieben Jahre“ im Gebet entsprechen den „sieben Zeiten“ bei Daniel (Dan 4,13.29 ). Ebenso wie das Gebet ist die Erzählung im Danielbuch über weite Strecken in der 1. Person Singular formuliert. In beiden Fällen spielt ein Judäer eine entscheidende Rolle. Durch den Fund des Qumran-Textes bestätigt sich die bereits früher geäußerte Vermutung, dass auch der Text in Daniel auf eine Tradition zurückgeht, die von Nabonid handelt.
Im Laufe der Überlieferung wurde die Erzählung allerdings auf den in der jüdischen Tradition prominenteren Nebukadnezar übertragen. Üblicherweise nimmt die Forschung daher eine literarische Abhängigkeit der Erzählungen im Daniel-Buch vom Gebet Nabonids an, aber auch ein umgekehrtes Verhältnis wird erwogen: Das Gebet Nadonids bediene sich zahlreicher Formulierungen aus Daniel, sei strikter an einem Monotheismus ausgerichtet und versuche die historische Lücke zwischen Dan 4 und 5, d. h. zwischen Nebukadnezar und dem Beginn der persischen Herrschaft auszufüllen.
Eine dritte Möglichkeit wird von A. Lange und M. Sieker erwogen: Sowohl Daniel als auch das Gebet des Nabonid schöpfen aus der Nabonidpolemik aus persischer Zeit und reichern sie mit jüdischen Interpretamenten an. Eine traditionsgeschichtliche Anhängigkeit anzunehmen, sei nicht notwendig.
Die babylonischen Texte berichten über den zehnjährigen Aufenthalt Nabonids in Tayma. Der Babylonierkönig hebt wiederholt seine Verehrung des Mondgotts Sin von Harran und des Sonnengotts Šamaš hervor. Eine Hinwendung Nabonids zum jüdischen Gott oder einem jüdischen Wahrsager wird dagegen in den babylonischen Chroniken nicht erwähnt.
Gewisse Berührungen ergeben sich auch mit der Erzählung über den Tod des Antiochus IV. Epiphanes in 2 Makk 9,5–27 

## Text und Übersetzung
- Klaus Beyer: Die aramäischen Texte vom Toten Meer: Samt den Inschriften aus Palästina, dem Testament Levis aus der Kairoer Genisa, der Fastenrolle und den alten talmudischen Zitaten; aramaistische Einleitung, Text, Übersetzung, Deutung, Grammatik/Wörterbuch, deutsch-aramäische Wortliste und Register. Vandenhoeck & Ruprecht, Göttingen 1984, ISBN 3-525-53571-6, S. 223–224.
- John J. Collins: 242. 4QPrayer of Nabonidus ar. In: George J. Brooke u. a. (Hrsg.): Qumran Cave 4.XVII: Parabiblical Texts 3 (DJD XXII). Oxford 1996, 83–93.
- Józef T. Milik: Prière de Nabonide et autres écrits d'un cycle de Daniel. Fragments araméens de Qumran 4. In: Revue Biblique 63 (1956), 407–415.
- Émile Puech: La Prière de Nabonide (4Q242). In: Kevin J. Cathcart; Michael Maher (Hrsg.): Targumic and Cognate Studies. Essays in Honour of Martin McNamara. JSOT.S 230. Sheffield 1996, 208–227.
- Annette Steudel u. a. (Hrsg.): Die Texte aus Qumran II. Darmstadt 2001, 159–165, 265–266.